# Kaval
Kaval je veoma stara narodna flauta s Balkana, ponajviše iz Bugarske, Makedonije i Turske. Ima 8 rupa. Ton dolazi od puhanja preko naoštrenog ruba usnika.
Lijevi palac prekriva rupu na stražnjoj strani kavala, a prva tri prsta gornje tri rupe. Desna četiri prsta prekrivaju donje 4 rupe, dok desna palac podupire instrument. Postoje i dodatne 4 rupe koje nikad nisu prekrivene, a imaju akustičnu svrhu.

## Izrada
Bugarski kavali su uglavnom napravljeni od drveta, u tri komada koji se drže zajedno koristeći klinove i spojne zglobove. To dupušta malo ugađanje instrumenta. Makedonski su kavali tipično izrađeni od jednog komada drva jasena, manji su i lakši.

## Muzički raspon
Instrument ima raspon od otprilike 2 i pola oktave, dok samo nekoliko nota nedostaje punoj kromatičnoj skali.